# Site Mame
Pour les articles homonymes, voir Mame.
Le site Mame est le nom donné à une zone industrielle située dans le quartier Lamartine de Tours. Il doit son nom à l'ancienne imprimerie Mame dont il a réinvesti les locaux.
Depuis 2010, le site Mame s'insère dans un projet de quartier urbain. Ce projet de quartier mixte est entre autres à destination d'un pôle international d'art.

Le site se trouve boulevard de Preuilly, entre la Loire, le Périphérique de Tours, l'hôpital Bretonneau et le Vieux-Tours.

## Cité de la création et de l'innovation
Le projet de réhabilitation de la friche industrielle, réalisée par l'agence Franklin Azzi Architecture et Pierre-Antoine Gatier, architecte en chef des monuments historiques, a pour but de réunir sous le nom de « Cité de la création et de l'innovation » les entités suivantes :

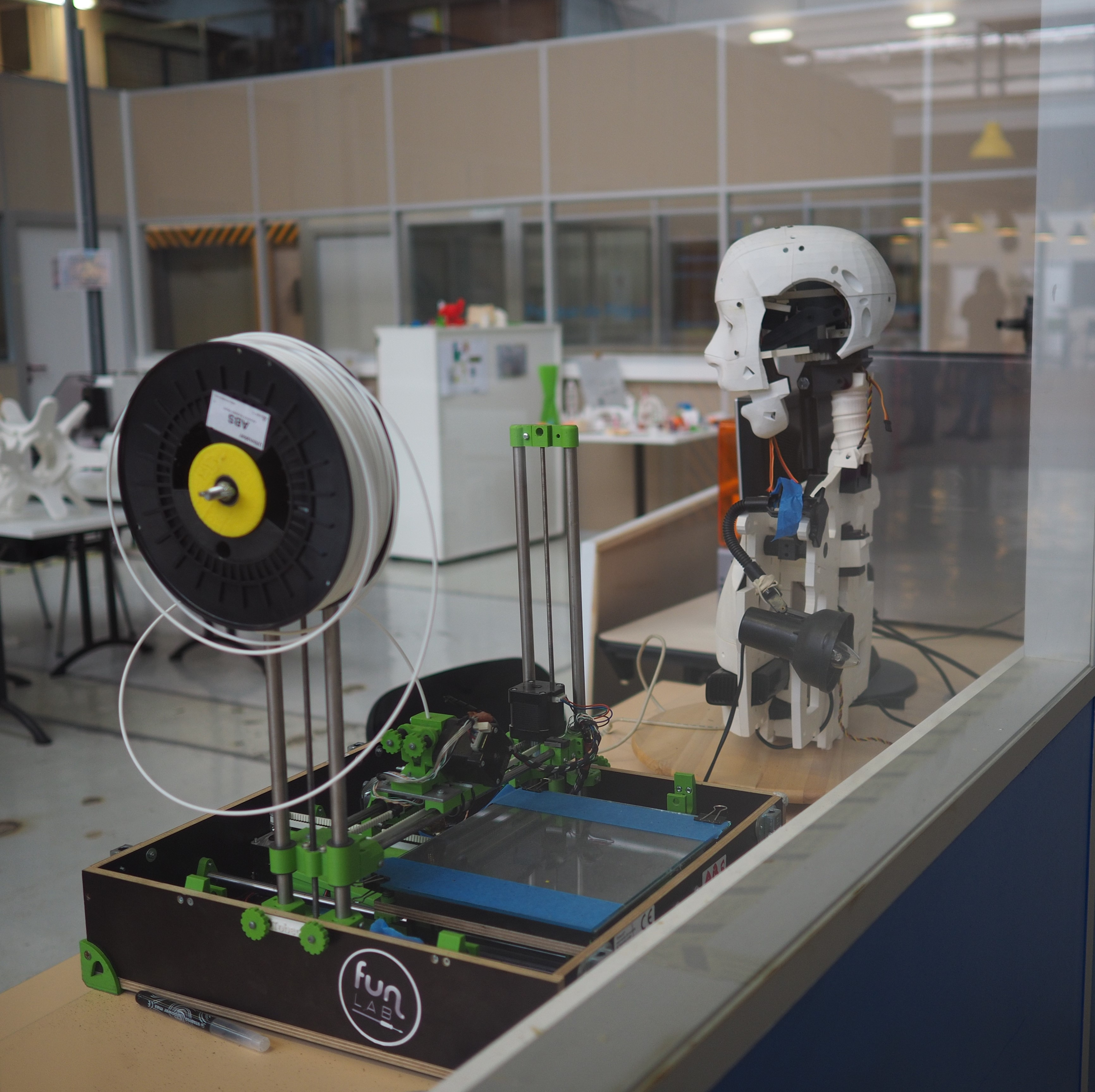
Le Funlab

- l'École supérieure d’art et de design TALM-Tours ;
- l'école supérieure du Cercle digital :   Bachelor Communication et Mastère Journalisme;
- des entreprises innovantes de la « French Tech Loire Valley » ;
- des laboratoires de recherche et de développement ;
- des incubateurs spécialisés dans les nouvelles technologies.

Inauguré le 10 juin 2016, Mame est désormais un lieu consacré à la création et au numérique sur l'agglomération dans le cadre de l'écosystème French Tech local. Le site s'adresse aux startup, entrepreneurs, grandes entreprises et investisseurs.
Le 6 octobre 2016, le secrétaire d'État Jean-Vincent Placé a officiellement visité le site.

## Accès

### Route
La Cité Mame est située au croisement des boulevards Preuilly et Tonnellé et de l'avenue Proudhon, voie rapide urbaine reliée au Périphérique de Tours en moins de dix minutes.

### Transports en commun

#### Train
Le campus est situé à l'ouest de la gare de Tours, accessible par le réseau urbain Filbleu via les lignes 3 ou 15. Mame est ainsi situé à 1h20 de Paris Montparnasse et 2h de la gare parisienne d'Austerlitz.

#### Transports urbains
Le campus est desservi par le réseau Fil bleu de Tours Métropole Val de Loire.
> Ligne 3a/3b, 4, 15, 34 : station Mame
> Ligne C : arrêt Walvein